# Patachich György
Zajezdai Patachich György, Đuro Patačić (Vidovec, Horvátország, 1669. november 25. – Pozsony, 1716. január 21.) teológiai doktor, boszniai püspök, Patachich János testvéröccse.

## Élete
Patachich Miklós szedrickói várkapitány és Orsich Márta bárónő fia. 1686. október 13-án lépett a Jézus-társaságába és 1695-ben a humaniorák tanára volt Nagyszombatban. 1697. október 16-án kilépett a rendből, mint másodéves teológus. Mint világi pap később boszniai püspök volt; 1714-ben, amikor VI. Károly császár a magyar országgyűlésen megjelent Pozsonyban, őt választották meg, hogy az uralkodót az ország rendei nevében üdvözölje.

## Munkái
- Pentas elegiarum, Amori Xaveriano, honori vero Rev. Perill Praenob., Nob., ac Eruditorum Dominorum Neo-Baccalaureorum, Cum In Alma Archi-Episcopali Universitati Tyrnaviensi prima Philosophiae Laurea condecorarentur. Promotore... Michaele Hofman... Tyrnaviae 1695. (Névtelenül).
- Heroes Hungariae Et Illyrici Tam Bellica Fortitudine, quam singulari aliquo facinore illustres, Quos Illustrissimo d. Comiti Balthasari de Batthany... Pannonicae Iuuentutis Principi, Romae Stud. gratia commoranti D. D. D. Georgius Patachich De Zaiezda Canonicus Cathedr. Eccl. Zagrabiensis, & Sac. Theol. Doct. ex Collegio Vngaro-Illyrico Bonon. Bononiae, 1699.
- Gloria Collegii Ungaro Illyrici Bononiae Fundati, sub Cura Venerabilis Capituli Almae Cathedralis Ecclesiae Zagrabiensis Sive Viri Honoribus, & Gestis Illustres, qui ex hoc Collegio prodiverunt; levi calamo adumbrati, ac in perennis observantiae testimonium Dicati Reverendissimo D. Petro Chernkovich Praeposito Posegiensi, Canonico Zagrabiensi... & Collegij Ejusdem Rectori dignissimo. A Georgio Patachich... Uo. 1699.